# Humberto Zurlo
Humberto Zurlo (Buenos Aires, Argentina; ¿? - Id; 14 de octubre de 1929)  fue un autor, director y actor cómico teatral argentino.

## Carrera
Fue maestro de actores del cine y el teatro argentino como Enrique Serrano, Ángela Arguelles y Luis Arata.
Entre 1906 y 1907 integra la Compañía de José Podestá, con sede en el Teatro Apolo. Entre 1910 y 1915 realiza decenas de obras teatrales bajo la Compañía de Comedias del Florencio Parravicini. En 1916 formó parte de la "Compañía de Pablo Podestá- Orfilia Rico- Florencio Parravicini" junto a un gran personal actoral en la que se encontraban Silvia Parodi, Celia Podestá, Eliseo Gutiérrez, Francisco Bastardi, Jacinta Diana, Félix Rico y Ángel Quartucci. En 1921 integró la Compañía nacional dé Orfilia Rico, una de las más completas y estrenada en el Teatro Colón , con Gloria Ferrandiz, Hortensia Martínez, Sarah Nuvolone, Luisa Nuvolone, Carola Bastardi, Eliseo Gutiérrez y Susana Martres . Junto a Francisco Bastardi formó la "Compañía Nacional de Comedias Zurlo-Bastardi".
Como director forma en 1914 con Enrique de Rosas, y en 1917 una compañía junto a Ricardo Segundo Passano presentando varias obras de autores como Juan Carlos Dávalos, Belisardo Roldán y Carlos Postiglione.
Como autor escribió en colaboración con Parravicini la obra Alma Bohemia, estrenada en 1919. En 1928, un año antes de su sorpresiva muerte, compuso el tango ¿Te Acordas Milonguita?.
Gran amigo de los actores Pepito Petray, José Podestá y el músico Ignacio Corsini, fue el padrino del actor Ricardo Passano.
Falleció muy joven después una larga enfermedad el lunes 14 de octubre de 1929.

## Teatro
- 1902: Tranquera.
- 1902: Gabino el mayor.
- 1902: La lagartija.
- 1902: La piedra del escándalo
- 1905: Don Juan Manuel, con Antonio Podestá, Hebe Podestá, José Podestá, C. Mascini, Pablo Podestá, Arturo de Nava, Juan Vicente Podestá, J. Petra y María Esther Podestá.[2]
- 1906: Dicha funesta.
- 1908: La Gringa .
- 1910: Los primeros fríos.
- 1910: En la ventana.
- 1910: El fiero.
- 1912: Mosca brava.
- 1913: El tango en París.
- 1914: Resaca.
- 1915: El cablo Gallardo.
- 1915: La palomita de la puñalada.
- 1916: Mamá Culepina, "drama militar" en tres actos de Enrique García Velloso.
- 1916: La marea, drama en un acto.
- 1917: Don Juan de Viniegra Herze.
- 1917: El rosal de las ruinas.
- 1917: Método de cobranza.
- 1919: La telaraña.
- 1919: Alma de bohemio
- 1923: Fifllia Ma'adetla, con Adriana Carbajal y Pedro Ureta.